# Dakka (Sprache)
Dakka ist eine im Regierungsbezirk Polewali Mandar (Distrikt Wonomulyo) auf der indonesischen Insel Sulawesi gesprochene Sprache. Sie gehört zu den austronesischen Sprachen.